# Camptoptera nigrosimilis
Camptoptera nigrosimilis är en stekelart som beskrevs av Soyka 1961. Camptoptera nigrosimilis ingår i släktet Camptoptera och familjen dvärgsteklar.
Artens utbredningsområde är Österrike. Inga underarter finns listade.